# Oxyopes masculinus
Oxyopes masculinus là một loài nhện trong họ Oxyopidae.
Loài này thuộc chi Oxyopes. Oxyopes masculinus được Lodovico di Caporiacco miêu tả năm 1954.